# Gouvernement provisoire de l'Iran
11 février 1979 – 6 novembre 1979
Entités précédentes :
- Dynastie Pahlavi

Entités suivantes :
- République islamique d'Iran

Le gouvernement provisoire de l'Iran est le gouvernement qui a été au pouvoir entre la chute du dernier Shah d'Iran Mohammad Reza Pahlavi et l'élection du premier président de la République islamique d'Iran en février 1980.

## Contexte

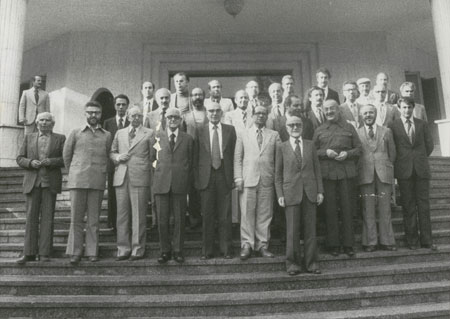
Le cabinet Bazargan en 1979.

Mehdi Bazargan est devenu le premier premier ministre du régime révolutionnaire de l'Iran en février 1979, juste après le départ du Shah et le retour de l'Ayatollah Khomeini. Bazargan dirigeait alors un gouvernement qui ne contrôlait ni le pays, ni même sa propre administration. L'autorité centrale était alors inexistante.  L'autorité était entre les mains de comités révolutionnaires semi-indépendants, appelés en persan komiteh, qui faisaient fonction à la fois de pouvoir exécutif, législatif et judiciaire dans un certain nombre de villes et villages dans tout le pays. Les ouvriers, les employés de l'administration, de bureaux et les étudiants étaient alors au pouvoir, demandant à diriger eux-mêmes leurs organisations et à choisir leurs chefs. Les gouverneurs, commandants militaires et les autres officiels nommés par le gouvernement provisoire étaient souvent rejetés par les habitants locaux. 
Tout l'éventail des partis politiques, de l'extrême gauche à l'extrême droite, des laïcs les plus stricts aux ultra-religieux, voulaient alors le pouvoir politique, demandaient au premier ministre d'agir immédiatement. Des membres du clergé menés par l'Ayatollah Mohammad Beheshti ont fondé le parti républicain islamique, qui est devenu l'organe des religieux autour de Khomeini, et aussi la principale organisation politique du pays.
Pour compliquer encore la situation, des centres du pouvoir multiples avaient émergé au sein même du gouvernement. Khomeini, qui est guide suprême depuis avril 1979, ne se considère pas lié au gouvernement. Il énonce ses propres politiques, nomme des représentants personnels dans les organisations du gouvernement, crée de nouvelles institutions et annonce des décisions sans consulter son premier ministre, lequel comprend assez rapidement qu'il ne peut pas partager le pouvoir avec le Conseil révolutionnaire. Ce conseil révolutionnaire a été créé par Khomeini en janvier 1979, et était initialement composé en majorité de religieux proches de Khomeini, des dirigeants politiques laïcs proches de Bazargan et de deux représentants des forces armées. Avec la nomination de Bazargan comme premier ministre, Bazargan et ses proches quittent le conseil, qui reste aux mains des religieux et de protégés de Khomeini de l'époque parisienne, Abolhassan Bani Sadr et Sadegh Ghotbzadeh.
Le gouvernement provisoire était alors censé représenter le pouvoir exécutif ; mais en pratique, toutes les décisions étaient prises par le conseil révolutionnaire, qui agissait aussi en tant que pouvoir législatif.

## Difficultés avec le Conseil révolutionnaire
Des divergences sont rapidement apparues entre le gouvernement et le conseil sur les nominations, sur le rôle des tribunaux révolutionnaires et sur celui des autres organisations révolutionnaires, sur la politique étrangère et sur la direction que prenait la révolution en général. Bazargan et son gouvernement voulaient un retour à la normalité et une reprise rapide du pouvoir. Les religieux du conseil révolutionnaire, plus réactifs par rapport aux masses populaires, se sont alors distingués en favorisant des mesures économiques et sociales plus radicales, et en prouvant leur capacité à mobiliser les foules et les organisations révolutionnaires pour arriver à leurs fins. 
En juillet 1979, Bazargan obtient de Khomeini la permission de réorganiser le pouvoir de façon à permettre une coopération plus grande entre le conseil révolutionnaire et le gouvernement ; quatre religieux membres du conseil révolutionnaire rejoignent alors le gouvernement et Bazargan ainsi que 3 membres du gouvernement se joignent au conseil révolutionnaires, tout en gardant leurs postes initiaux. Néanmoins, les tensions persistent.

## Intensification de l'activité révolutionnaire et création des institutions
Alors qu'ils essayaient de mettre en place les nouvelles institutions, les révolutionnaires se sont aussi attelés à la tâche de juger et punir les membres de l'ancien régime qu'ils considéraient responsables de la répression politique, de l'appropriation des ressources du pays, des politiques économiques dévastatrices et de l'ingérence des pays étrangers en Iran.
Un tribunal révolutionnaire s'est alors créé presque immédiatement dès le début de la révolution à Téhéran, dans l'immeuble même où Khomeini avait placé son quartier général. Peu de temps après, des tribunaux révolutionnaires ont été créés dans toutes les provinces d'Iran. 
Les premières exécutions ont été celles de quatre généraux du Shah, exécutés par un peloton sur le toit du tribunal le 16 février 1979. Ensuite, les exécutions ont continué sur une base journalière : officiers de police et militaires, agents de la SAVAK, anciens ministres, députés du Majles, officiels de l'ancien régime...
L'activité de ces tribunaux révolutionnaires est devenu un grand sujet de controverse. D'un côté, les groupes politiques gauchistes réclamaient la "justice révolutionnaire" et de l'autre, les défenseurs de droits de l'homme protestaient contre la nature arbitraire de ces tribunaux, le flou des charges, l'absence d'avocats de la défense. Bazargan aussi a critiqué ces tribunaux, et c'est après son insistance que leur activité s'est arrêtée le 14 mars 1979. 
Le 5 avril, des nouvelles règles concernant les tribunaux révolutionnaires sont mises en place : ils sont établis à la discrétion du conseil révolutionnaire, et avec la permission de Khomeini. Ils sont autorisés à juger toute une variété de crimes très largement définis : « semer la corruption sur terre », « crimes contre le peuple » et « crimes contre la révolution ». Ils reprennent leur activité dès le 6 avril. Le 7, Amir Abbas Hoveyda, premier ministre du Shah pendant 12 ans, est exécuté, malgré les protestations internationales. Bazargan tente de faire placer les tribunaux révolutionnaires sous l'autorité du système judiciaire, et essaie d'obtenir la protection de victimes amnistiées par Khomeini sans succès. À partir d'août 1979, les tribunaux révolutionnaires, les tribunaux commencent à juger les membres de minorités ethniques engagés dans des activités anti-gouvernementales. 550 personnes sont exécutés entre août et novembre 1979. 
Bazargan essaie aussi d'amener les comités révolutionnaires (komiteh) sous son contrôle. Ces komiteh, qui exécutaient toute une série de tâches incombant en temps normal à la police ou à l'armée, servaient souvent d'équipes d'exécution de membres du clergé, de personnalités révolutionnaires ou de groupes politiques. Ils faisaient souvent des arrestations et confiscations illégales, intervenaient dans les affaires économiques. Malgré ces abus, le conseil révolutionnaire décide de les mettre sous contrôle plutôt que de les éliminer. En février 1979, le conseil nomme donc l'Ayatollah Mohammad Reza Mahdavi-Kani chef du komiteh de Téhéran, chargé de superviser tous les komiteh du pays. Les Comités révolutionnaires sont alors devenus un bras armé du gouvernement, comme les conseils révolutionnaires.

## Chute du gouvernement provisoire
En mars 1979, des troubles éclatent chez les Turkmènes, les Kurdes et parmi les populations Arabes du Khuzestan. Le mouvement des Turkmènes concernant plus des problèmes de possession de la terre que des revendications nationalistes. Les mouvements de gauche actifs dans la région poussaient les travailleurs agricoles à prendre la terre de grands propriétaires terriens. Le mouvement se termine non sans violence. Les Arabes du Khuzestan demandaient, eux, une plus grande autonomie : plus de revenus du pétrole à destination de cette région productrice, l'utilisation de l'arabe comme langue semi-officielle et plus d'autonomie locale. Le gouvernement, qui craint les interventions de pays arabes voisins (l'Irak au premier chef) et les sabotages dans les installations pétrolières, répond violemment à ce mouvement. En mai 1979, les forces armées envoyées par le gouvernement ouvrent le feu sur des manifestants arabes. Plusieurs manifestants meurent et d'autres sont exécutés par des tribunaux révolutionnaires. Un de leurs chefs religieux, l'ayatollah Mohammad Taher Shubayr al Khaqani est envoyé en résidence surveillée à Qom. Le mouvement Kurde est plus sérieux encore : les dirigeants kurdes sont déçus par la révolution, qui ne leur apporte pas le degré d'autonomie locale qu'ils désirent. Des combats sporadiques commencent à partir de mars 1979, les négociations et le cessez-le-feu négocié n'ont pas d'effets. Les demandes d'autonomie sont nombreuses de la part des Kurdes : complète autonomie dans la gestion des affaires provinciales, élargissement de la région du Kordestan à toutes les régions kurdophones d'Iran. Ces revendications sont celles du Parti démocratique du Kurdistan mené par Abdol-Rahman Qasemlu ; tandis que la faction de Ahmad Muftizadeh est prête à accepter les concessions limitées offertes par le gouvernement central. Les propositions des Kurdes sont rejetées par le gouvernement central ; et des combats sévères commencent en août 1979. Pour la première fois depuis le début de la révolution, Khomeini décide d'utiliser l'armée contre d'autres iraniens (en l'espèce les kurdes). Aucun accord n'est atteint pendant la présence de Bazargan au gouvernement. 
Le gouvernement de Bazargan manque du soutien des forces de sécurité pour contrôler le pays au cours de la période agitée de la révolution iranienne. Ce contrôle passe graduellement dans les mains du Conseil révolutionnaire et du parti islamique républicain, qui dominent les tribunaux révolutionnaires, ont de l'influence sur les Pasdarans, les komitehs révolutionnaires et les hezbollahis (membres du Ansar-e Hezbollah).
Le clergé utilise ces forces pour museler les organisations politique rivales : en juin, le conseil révolutionnaire promulgue une loi sur la presse. Le 8 août 1979, le procureur révolutionnaire fait fermer un journal de gauche, Ayandegan. Quelques jours plus tard, des hezbollahis viennent disperser par la force une réunion du Front national démocratique, un mouvement politique créé à la suite de la fermeture de Ayandegan. Le 20 août, 41 journaux d'opposition sont fermés. Le 8 septembre, deux des plus grands journaux du pays, Keyhan et Ettelaat voient leur propriété transféré à la fondation des deshérités.
Khomeini avait chargé le gouvernement provisoire de faire un brouillon de constitution. La première étape fut la tenue d'un référendum le 30 et 31 mars 1979 ; référendum qui avait pour but de déterminer le nouveau système politique à établir. Khomeini rejeta les demandes des divers groupes politiques d'offrir un large choix aux votants : la seule forme à apparaître sur le bulletin était la république islamique, et le vote ne se faisait pas à bulletin secret. Le gouvernement a annoncé une majorité écrasante de 98 % en faveur de la république islamique, qui sera proclamée le 1er avril 1979.
Le régime de Khomeini présenta une constitution le 18 juin 1979. À part l'établissement d'un régime présidentiel fort sur le modèle gaulliste, la constitution ne différait pas de manière marquée de la constitution de 1906 et n'accordait pas au clergé un rôle important dans la nouvelle structure. Khomeini était prêt à soumettre ce projet de constitution au référendum du peuple ou à un conseil de 40 représentants qui pourraient donner des conseils mais pas modifier le document. Ce sont les partis de gauche qui ont rejeté cette procédure et qui ont demandé que la constitution soit soumise à une assemblée constituante. L'assemblée des experts a donc été créée le 18 août 1979 afin d'examiner la nouvelle constitution ; le clergé et les membres du Parti islamique républicain dominaient cette assemblée, et ce sont eux qui ont modifié la constitution afin d'établir un état dominé par le clergé chiite.
En octobre 1979, quand il devient clair que la nouvelle constitution institutionnaliserait la domination du clergé sur l'état, Bazargan et les membres de son gouvernement ont essayé de persuader Khomeini de dissoudre l'assemblée des experts, mais Khomeini a refusé. Des manifestations ont eu lieu, notamment à Tabriz, et Shariatmadari et son parti républicain du peuple islamique menait les manifestations ; qui ont été contrées par des manifestations plus importantes organisées par les partisans de Khomeini.
Peu d'initiatives pouvaient venir de l'étranger pendant les premiers mois de la révolution. Le gouvernement provisoire de Bazargan a essayé de maintenir des bonnes relations avec les états du golfe Persique malgré les déclarations des dirigeants révolutionnaires. Le sentiment anti-américain était très répandu et Khomeini lui-même et les partis de gauche le répandaient encore plus. Cependant, Bazargan a continué à chercher des pièces détachées militaires et des éléments de renseignement sur les activités des soviétiques et des irakiens en Iran. Le 1er novembre 1979, Bazargan rencontre Zbigniew K. Brzezinski, conseiller à la sécurité nationale du président Carter à Alger, où ils assistaient aux célébrations du 25ème anniversaire du déclenchement de la révolution pour l'indépendance de l'Algérie. Pendant ce temps, le Shah, qui était très malade, était admis aux États-Unis pour se faire traiter médicalement. Les iraniens avaient peur qu'il utilise sa visite aux États-Unis pour demander aux américains de les aider à faire un coup d'État pour renverser la république islamique. Le même jour, des centaines de milliers de manifestants défilent dans les rues de Téhéran pour demander l'extradition du Shah, alors que la presse dénonce Bazargan pour avoir rencontré un officiel américain. Bazargan démissionne deux jours plus tard, et personne ne sera nommé pour le remplacer.

## Sources
Cet article contient des extraits des Country studies de la Bibliothèque du Congrès américain dont le contenu se trouve dans le domaine public. Il est possible de supprimer cette indication si le texte reflète le savoir actuel sur ce thème, si les sources sont citées, s'il satisfait aux exigences linguistiques actuelles et s'il ne contient pas de propos qui vont à l'encontre des règles de neutralité de Wikipédia.